# Brussels Cycling Classic
Der Brussels Cycling Classic (engl., dt.: Brüsseler Radsportklassiker; bis 2012: Paris–Brüssel, nld.: Parijs–Brussel, frz.: Paris–Bruxelles) ist eines der ältesten bis heute existierenden klassischen Eintagesrennen im Radsport. Das ursprünglich von Paris nach Brüssel führende Rennen fand erstmals im Jahr 1893 statt und wird seit 1906 mit wenigen Unterbrechungen jährlich ausgetragen. 1893 und 1906 fand das Rennen nur für Amateure statt, seit 1907 ist es den Berufsfahrern vorbehalten.
Der Renntermin von Paris–Brüssel war bis 1966 Ende April, es galt als einer der wichtigsten Frühjahrsklassiker des Radsports. Nach einer Pause von sechs Jahren wurde das Rennen 1973 wieder aufgenommen und fand seitdem meist im August oder September statt – seit 2022 wird das Rennen im Juni ausgetragen. Heute gilt das Rennen als „Halb-Klassiker“ und ist vom Radsportweltverband UCI in die Kategorie „1.PRO“, also in die höchste Kategorie unterhalb der UCI WorldTour, eingestuft.
Die Länge des Rennens wurde im Laufe der Jahre verkürzt: In der Anfangszeit deutlich über 400 km lang, umfasste es 1987 noch rund 300 km und wird heute über rund 200 km ausgetragen. Deshalb fand der Start von Paris–Brüssel nicht mehr in Paris, sondern zwischenzeitlich rund 85 km nordöstlich in Soissons statt. Nachdem im Jahr 2013 auch der Start nach Brüssel verlegt wurde, trägt das Rennen seinen heutigen Namen.
Rekordsieger des lange Zeit von Belgiern dominierten Rennens ist mit fünf Erfolgen der Australier Robbie McEwen (2002, 2005–08). Es folgen mit jeweils drei Siegen der Franzose Octave Lapize (1911–13) und der Belgier Félix Sellier (1922–24). Die deutschen Gewinner sind Rolf Gölz 1988, André Greipel 2013 und 2014 und Pascal Ackermann 2018.

## Palmarès
| Jahr | Sieger                          | Zweiter                    | Dritter                    |
| ---- | ------------------------------- | -------------------------- | -------------------------- |
| 1893 | André Henry                     | Charles Delbecque          | Fernand Augenault          |
| 1906 | Albert Dupont                   | Jean Patou                 | Guillaume Coeckelberg      |
| 1907 | Gustave Garrigou                | Charles Crupelandt         | Robert Wancour             |
| 1908 | Lucien Petit-Breton             | Cyrille Van Hauwaert       | Louis Trousselier          |
| 1909 | François Faber                  | Gustave Garrigou           | Eugène Christophe          |
| 1910 | Maurice Brocco                  | Octave Lapize              | Cyrille Van Hauwaert       |
| 1911 | Octave Lapize                   | François Faber             | Charles Crupelandt         |
| 1912 | Octave Lapize                   | Louis Luguet               | Oscar Egg                  |
| 1913 | Octave Lapize                   | Cyrille Van Hauwaert       | Charles Crupelandt         |
| 1914 | Louis Mottiat                   | Louis Heusghem             | Joseph Vandaele            |
| 1919 | Alexis Michiels                 | Émile Masson senior        | Francis Pélissier          |
| 1920 | Henri Pélissier                 | Louis Mottiat              | René Vermandel             |
| 1921 | Robert Reboul                   | Arthur Claerhout           | Alfons Van Hecke           |
| 1922 | Félix Sellier                   | Laurent Seret              | René Vermandel             |
| 1923 | Félix Sellier                   | Maurice De Waele           | Alfons Van Hecke           |
| 1924 | Félix Sellier                   | Gerard Debaets             | Marcel Colleu              |
| 1925 | Gerard Debaets                  | Adelin Benoît              | Nicolas Frantz             |
| 1926 | Denis Verschueren               | Joseph Van Dam             | Félix Sellier              |
| 1927 | Nicolas Frantz                  | Marcel Huot                | Maurice De Waele           |
| 1928 | Georges Ronsse                  | Nicolas Frantz             | Hubert Opperman            |
| 1929 | Pé Verhaegen                    | Maurice De Waele           | Nicolas Frantz             |
| 1930 | Ernest Mottard                  | Jef Demuysere              | Leander Ghyssels           |
| 1931 | Jean Aerts                      | Frans Bonduel              | Romain Gijssels            |
| 1932 | Julien Vervaecke                | Gérard Loncke              | Georges Ronsse             |
| 1933 | Albert Barthélémy               | Alfons Ghesquière          | Gerhard Esser              |
| 1934 | Frans Bonduel                   | Edgard De Caluwé           | Romain Maes                |
| 1935 | Edgard De Caluwé                | Louis Hardiquest           | Frans Bonduel              |
| 1936 | Eloi Meulenberg                 | Frans Bonduel              | Louis Hardiquest           |
| 1937 | Albert Beckaert                 | Frans Bonduel              | Jules Lowie                |
| 1938 | Marcel Kint                     | Romain Maes                | Léon Louyet                |
| 1939 | Frans Bonduel                   | Albert Hendrickx           | Lucien Storme              |
| 1946 | Albéric Schotte                 | Sylvain Grysolle           | André Declerck             |
| 1947 | Ernest Sterckx                  | Maurice Desimpelaere       | Alphonse De Vreese         |
| 1948 | Lode Poels                      | Albert Sercu               | Jean Bogaerts              |
| 1949 | Maurice Diot                    | Emmanuel Thoma             | Jacques Moujica            |
| 1950 | Rik Van Steenbergen             | Guy Lapébie                | Karel De Baere             |
| 1951 | Jean Guéguen                    | Bernard Gauthier           | Jean Baldassari            |
| 1952 | Albéric Schotte                 | Marcel Dussault            | Roger De Corte             |
| 1953 | Loretto Petrucci                | Albéric Schotte            | Lode Anthonis              |
| 1954 | Marcel Hendrickx                | Germain Derycke            | Ferdy Kübler               |
| 1955 | Marcel Hendrickx                | Gilbert Scodeller          | Germain Derycke            |
| 1956 | Rik Van Looy                    | Bernard Gauthier           | Rik Van Steenbergen        |
| 1957 | Leon Vandaele                   | Raymond Impanis            | Jan Adriaensens            |
| 1958 | Rik Van Looy                    | Pino Cerami                | Armand Desmet              |
| 1959 | Frans Schoubben                 | Willy Vannitsen            | Miguel Poblet              |
| 1960 | Pierre Everaert                 | André Darrigade            | Jean Graczyk               |
| 1961 | Pino Cerami                     | Gilbert Desmet             | Frans Schoubben            |
| 1962 | Joseph Wouters                  | Noël Foré                  | Martin Van Geneugden       |
| 1963 | Jean Stablinski                 | Tom Simpson                | Peter Post                 |
| 1964 | Georges Van Coningsloo          | Rik Van Looy               | Benoni Beheyt              |
| 1965 | Edward Sels                     | Roger Verheyden            | Willy Bocklant             |
| 1966 | Felice Gimondi                  | Willy Planckaert           | Rik Van Looy               |
| 1973 | Eddy Merckx                     | Frans Verbeeck             | Rik Van Linden             |
| 1974 | Marc Demeyer                    | Roger De Vlaeminck         | Roger Rosiers              |
| 1975 | Freddy Maertens                 | Eddy Merckx                | André Dierickx             |
| 1976 | Felice Gimondi                  | Hennie Kuiper              | Antoon Houbrechts          |
| 1977 | Ludo Peeters                    | Marc Demeyer               | Bernard Hinault            |
| 1978 | Jan Raas                        | Gerrie Knetemann           | Jean-Luc Vandenbroucke     |
| 1979 | Ludo Peeters                    | André Dierickx             | Martin Havik               |
| 1980 | Pierino Gavazzi                 | Marc Demeyer               | Jean-Philippe Vandenbrande |
| 1981 | Roger De Vlaeminck              | Jan Raas                   | Jan Bogaert                |
| 1982 | Jacques Hanegraaf               | Pascal Jules               | Johan van der Velde        |
| 1983 | Tommy Prim                      | Daniel Rossel              | Ralf Hofeditz              |
| 1984 | Eric Vanderaerden               | Charly Mottet              | Eric Van Lancker           |
| 1985 | Adrie van der Poel              | Jean-Philippe Vandenbrande | Pierino Gavazzi            |
| 1986 | Guido Bontempi                  | Sean Kelly                 | Johan Capiot               |
| 1987 | Wim Arras                       | Jozef Lieckens             | Eric Vanderaerden          |
| 1988 | Rolf Gölz                       | Laurent Fignon             | Marnix Lameire             |
| 1989 | Jelle Nijdam                    | Carlo Bomans               | Marcel Wüst                |
| 1990 | Franco Ballerini                | Michel Dernies             | Danny Neskens              |
| 1991 | Brian Holm                      | Olaf Ludwig                | Johan Museeuw              |
| 1992 | Rolf Sørensen                   | Frans Maassen              | Phil Anderson              |
| 1993 | Francis Moreau                  | Jelle Nijdam               | Johan Museeuw              |
| 1994 | Rolf Sørensen                   | Franco Ballerini           | Sean Yates                 |
| 1995 | Frank Vandenbroucke             | Frank Corvers              | Rolf Sørensen              |
| 1996 | Andrea Tafi                     | Johan Museeuw              | Michele Bartoli            |
| 1997 | Alessandro Bertolini            | Andreï Tchmil              | Andrea Tafi                |
| 1998 | Stefano Zanini                  | Mirko Celestino            | Michele Bartoli            |
| 1999 | Romāns Vainšteins               | Beat Zberg                 | Fabio Baldato              |
| 2000 | Max van Heeswijk                | Frank Høj                  | Ludovic Capelle            |
| 2001 | Emmanuel Magnien                | Niko Eeckhout              | Romāns Vainšteins          |
| 2002 | Robbie McEwen                   | Olaf Pollack               | Jans Koerts                |
| 2003 | Kim Kirchen                     | László Bodrogi             | Maryan Hary                |
| 2004 | Nick Nuyens                     | Philippe Gilbert           | Allan Johansen             |
| 2005 | Robbie McEwen                   | Stefan van Dijk            | Jean-Patrick Nazon         |
| 2006 | Robbie McEwen                   | Tom Boonen                 | Steven de Jongh            |
| 2007 | Robbie McEwen                   | Jeremy Hunt                | Honorio Machado            |
| 2008 | Robbie McEwen                   | Gert Steegmans             | Luca Paolini               |
| 2009 | Matthew Goss                    | Allan Davis                | Kristof Goddaert           |
| 2010 | Francisco José Ventoso          | Romain Feillu              | Stefan van Dijk            |
| 2011 | Denis Ramiljewitsch Galimsjanow | Jauhen Hutarowitsch        | Anthony Ravard             |
| 2012 | Tom Boonen                      | Mark Renshaw               | Óscar Freire Gómez         |
| 2013 | André Greipel                   | John Degenkolb             | Nacer Bouhanni             |
| 2014 | André Greipel                   | Elia Viviani               | Arnaud Démare              |
| 2015 | Dylan Groenewegen               | Roy Jans                   | Tom Boonen                 |
| 2016 | Tom Boonen                      | Arnaud Démare              | Nacer Bouhanni             |
| 2017 | Arnaud Démare                   | Marko Kump                 | André Greipel              |
| 2018 | Pascal Ackermann                | Jasper Stuyven             | Thomas Boudat              |
| 2019 | Caleb Ewan                      | Pascal Ackermann           | Jasper Philipsen           |
| 2020 | Tim Merlier                     | Davide Ballerini           | Nacer Bouhanni             |
| 2021 | Remco Evenepoel                 | Aimé De Gendt              | Tosh Van der Sande         |
| 2022 | Taco van der Hoorn              | Thimo Willems              | Tobias Bayer               |
| 2023 | Arnaud Démare                   | Tobias Lund Andresen       | Jordi Meeus                |
| 2024 | Jonas Abrahamsen                | Biniam Girmay              | Kaden Groves               |